# Cá hồng dải đen
Cá hồng dải đen (danh pháp: Lutjanus vitta) là một loài cá biển thuộc chi Lutjanus trong họ Cá hồng. Loài này được mô tả lần đầu tiên vào năm 1824.

## Từ nguyên
Từ định danh vitta trong tiếng Latinh có nghĩa là "dải sọc", hàm ý đề cập đến sọc nâu đen kéo dài từ mõm đến nửa trên của cuống đuôi ở loài cá này.

## Phân bố và môi trường sống
Cá hồng dải đen có phân bố rộng rãi trên vùng Ấn Độ Dương - Thái Bình Dương, từ đảo Socotra và Seychelles trải dài về phía đông đến quần đảo Marshall và quần đảo Gilbert, ngược lên phía bắc đến quần đảo Ryukyu, giới hạn phía nam đến Úc và Nouvelle-Calédonie. Loài này có mặt tại vùng biển Việt Nam, như cù lao Chàm, quần đảo An Thới, bao gồm quần đảo Hoàng Sa và quần đảo Trường Sa.
Cá hồng dải đen sống gần các rạn san hô, hoặc những vùng đáy phẳng và đôi khi có các cụm san hô thấp, hải miên và san hô mềm, độ sâu trong khoảng 10–72 m.

## Mô tả
Chiều dài cơ thể lớn nhất được ghi nhận ở cá hồng dải đen là 40 cm. Lưng và thân trên màu nâu, thân dưới và bụng màu trắng hồng. Hai bên thân có các sọc ngang màu nâu, mỗi sọc nằm trên một hàng vảy cá; các vạch mỏng hơn cùng màu ở phía trên đường bên nhưng nằm xiên về phía gốc vây lưng. Một sọc nâu đen sẫm giữa thân, dày hơn hẳn những sọc kia, kéo dài từ mõm, băng qua mắt đến nửa trên của cuống đuôi. Các vây màu vàng, ngoại trừ vây bụng màu trắng. Cá con và cá chưa trưởng thành có sọc giữa rất đậm màu.
Số gai ở vây lưng: 10; Số tia vây ở vây lưng: 12–13; Số gai ở vây hậu môn: 3; Số tia vây ở vây hậu môn: 8–9; Số tia vây ở vây ngực: 15–16; Số vảy đường bên: 49–52.

## So sánh
Trước đây, Lutjanus ophuysenii chỉ được xem là một đồng nghĩa của cá hồng dải đen L. vitta, nhưng sau đó đã được công nhận là loài hợp lệ. L. ophuysenii có phân bố giới hạn ở Tây Bắc Thái Bình Dương.
Về hình thái, khác biệt rõ ràng nhất là L. vitta không có đốm đen nằm trên sọc giữa thân như L. ophuysenii. Ngoài ra, sọc này trở nên hẹp dần ở L. vitta khi chúng dài khoảng 15 cm (SL: chiều dài tiêu chuẩn) và có thể biến mất khi hơn 20 cm (SL); còn sọc này không thay đổi đáng kể ở L. ophuysenii.
L. vitta và L. ophuysenii cùng nằm trong nhóm phức hợp cá hồng sọc vàng với 5 loài khác, là Lutjanus adetii, Lutjanus lutjanus, Lutjanus mizenkoi, Lutjanus xanthopinnis và Lutjanus madras. Phân tích DNA ty thể cũng cho thấy L. vitta là loài chị em gần nhất với L. ophuysenii.

## Sinh thái
Thức ăn của cá hồng dải đen là cá nhỏ hơn và một số loài thủy sinh không xương sống khác. Số tuổi cao nhất được ghi nhận ở loài này là 12 năm, thuộc về một cá thể ở rạn san hô Great Barrier.
Cá hồng dải đen sinh sản quanh năm, đạt cao điểm vào tháng 4 và tháng 10 ở biển Sulu (Philippines). Ở bờ tây bắc Úc, cá hồng dải đen sinh sản chủ yếu vào từ tháng 9 đến tháng 4, còn ở Nouvelle-Calédonie thì từ tháng 10 đến tháng 2.

## Giá trị
Cá hồng dải đen được nhắm mục tiêu ở nhiều nơi trong phạm vi phân bố của chúng.